# Brachystegia
Brachystegia es un género de árboles de la subfamilia Caesalpinioideae que es nativa del África tropical. Estos árboles son comúnmente conocidos como Miombo, y son los árboles predominantes del bosque Miombo del centro y sur de África. Comprende 92 especies descritas y de estas, solo 34 aceptadas.

## Descripción
Árboles que presentan estipulas. Las hojas son parapinadas con glándulas especializadas en el pecíolo y los raquis 0. Las hojitas son caducas opuestas, sésiles, en 2 pares, muchas en 4 pares. Inflorescencia generalmente un racimo terminal, simple o paniculado. Bracteolas 2, bien desarrollado, incluyendo totalmente las flores en el brote, persistente durante el florecimiento. Periantio 0 o de 1 a 7 cm (llegando hasta 11 cm), generalmente 4 a 7 cm todo sepaloide y de forma similar, gradiente hacia adentro de más amplio a más estrecho, con 10 estambres. La vaina generalmente dehiscente, oblonga o forma de quilla, plana, glabra, leñosa, de 2 valvas que se retuercen después de la dehiscencia; el ápice en pico. Semillas planas.

## Taxonomía
El género fue descrito por George Bentham y publicado en Genera Plantarum 1: 582. 1865.

## Especies aceptadas
A continuación se brinda un listado de las especies del género Brachystegia aceptadas hasta julio de 2014, ordenadas alfabéticamente. Para cada una se indica el nombre binomial seguido del autor, abreviado según las convenciones y usos.	
- Brachystegia allenii Burtt Davy & Hutch.
- Brachystegia angustistipulata De Wild.
- Brachystegia bakeriana Burtt Davy & Hutch.
- Brachystegia bequaertii De Wild.
- Brachystegia boehmii Taub.
- Brachystegia bussei Harms
- Brachystegia cynometroides Harms
- Brachystegia eurycoma Harms
- Brachystegia fleuryana A.Chev.
- Brachystegia floribunda Benth.
- Brachystegia glaberrima R.E.Fr.
- Brachystegia glaucescens Burtt Davy & Hutch.
- Brachystegia gossweileri Burtt Davy & Hutch.
- Brachystegia kalongensis De Wild.
- Brachystegia kennedyi Hoyle
- Brachystegia laurentii (De Wild.) Louis ex J.Léonard
- Brachystegia leonensis Burtt Davy & Hutch.
- Brachystegia longifolia Benth.
- Brachystegia luishiensis De Wild.
- Brachystegia lujae De Wild.
- Brachystegia manga De Wild.
- Brachystegia microphylla Harms
- Brachystegia mildbraedii Harms
- Brachystegia nigerica Hoyle & A.P.D.Jones
- Brachystegia puberula Burtt Davy & Hutch.
- Brachystegia randii Baker f.
- Brachystegia russelliae I.M.Johnst.
- Brachystegia spiciformis Benth.
- Brachystegia stipulata De Wild.
- Brachystegia subfalcato-foliolata De Wild.
- Brachystegia tamarindoides Benth.
- Brachystegia taxifolia Harms
- Brachystegia torrei Hoyle
- Brachystegia utilis Burtt Davy & Hutch.
- Brachystegia wangermeeana De Wild.
- Brachystegia welwitschii Taub.
- Brachystegia zenkeri Harms

## Distribución y hábitat
Las arboledas de Brachystegia ocupan una gran área del África centromeridional que se extiende desde Angola al oeste hasta Tanzania en el este, llegando por el sur hasta Sudáfrica.
Agrupaciones considerables se encuentran en Burundi, en la República Democrática del Congo, en Malaui, Zambia, Mozambique y Zimbabue.